# Eskimo (album)
| Recensione              | Giudizio |
| ----------------------- | -------- |
| Dizionario del pop-rock |          |

Eskimo è un album discografico del gruppo musicale rock sperimentale The Residents pubblicato nel 1979 dalla Ralph Records. Il disco, una sorta di concept album sulla vita degli eschimesi, avrebbe dovuto essere pubblicato dopo Fingerprince nel 1977, ma a causa dei continui ritardi nel completamento, uscì solo nel 1979.

## Il disco
Il materiale presente in Eskimo è generalmente costituito da effetti sonori vari, suonati occasionalmente su strumenti fatti in casa artigianalmente uniti a vocalizzi della tradizione degli Inuit. Le storie sono tutte trame fittizie create dal gruppo e, nonostante i membri della band riferiscano diversamente, non sono da intendersi come un vero e proprio documentario storico sulla vita e le abitudini delle popolazioni artiche. Si tratta di un'opera di svolta che segna un primo importante distacco da parte del gruppo dall'intento derisorio e deconstruttivo della forma canzone popolare, spostando l'attenzione sul tentativo di creare una sorta di documentario antropologico in musica.
Le note interne dell'album, infatti, invitano l'ascoltatore ad ascoltare le varie tracce in cuffia una di seguita all'altra leggendo in contemporanea le storie dei brani. Completa il tutto il paradossale consiglio di ascoltare l'album indossando "abiti caldi".
(The Residents)
La copertina di Eskimo è la prima occasione nella quale il gruppo sfoggia il suo celebre travestimento comprendente frac, cilindro, e teste da gigantesco bulbo oculare che poi sarebbe diventato il loro marchio di fabbrica.
Un album "gemello", intitolato Diskomo, venne pubblicato nel 1980 in versione maxi singolo 12", e conteneva i brani di Eskimo remixati su basi disco. Infine nel 2000, venne pubblicato l'EP Diskomo 2000, contenente i remix originali, la B-side (Goosebump, una selezione di canzoni per bambini suonate su strumenti giocattolo) e diverse altre versioni dei brani.

### Composizione e registrazione
Creato nell'arco temporale di tre anni (le prime sessioni si ebbero appena dopo la pubblicazione dell'album The Third Reich 'n Roll) dal 1976 al 1979, Eskimo si caratterizzò subito come un'opera diversa da tutte le precedenti del gruppo. Invece di un album costituito da "canzoni", i Residents produssero una serie di bozzetti acustici: ogni traccia è il suono di una storia che sta avvenendo, piuttosto che essere una canzone che racconta una storia. Secondo la "leggenda Residents", l'idea per l'album, viene accreditata dagli stessi Residents al loro misterioso precedente collaboratore musicale "Nicolas Senada", scomparso nel nulla all'inizio degli anni settanta mentre era alla ricerca della musica etnica tradizionale degli eschimesi (sempre la leggenda vuole che egli sia improvvisamente riapparso durante le sedute dell'album portandosi dietro un nastro di suoni tradizionali artici). I Residents unirono le proprie forze con il batterista Chris Cutler e con Don Preston (ex tastierista delle Mothers of Invention di Frank Zappa), e anche con il loro collaboratore abituale Philip "Snakefinger" Lithman, per completare il disco. Traendo ispirazione da alcuni brani di musica pop come il celebre spot della Coca Cola con Babbo Natale, la band si inventò un background antropologico per l'opera non basato sulla realtà delle popolazioni dell'Artico, ma piuttosto sulla percezione della musica pop occidentale che quei popoli potevano avere. Ogni traccia è correlata ad una storia narrata nelle note interne dell'album. Le storie si fanno via via sempre più complesse cercando di scavare nella cultura popolare eschimese, iniziando con una semplice "caccia al tricheco" (Walrus Hunt) e terminando con il confronto con gli spiriti maligni e un "festival della morte" (Festival of Death) in celebrazione della fine della lunga notte polare durata sei mesi.
L'album mostra, come anche il mini balletto Six Things to a Cycle presente in Fingerprince, l'influenza sul gruppo da parte del compositore Harry Partch. Come Partch, i Residents inventarono un loro proprio linguaggio e una nuova strumentazione. Gran parte dei brani sono cantati in un falso linguaggio eschimese costituito da vocabili in lingua inglese distorti e resi irriconoscibili. Man a mano che l'album progredisce l'ascoltatore può sentire la lenta ma inesorabile invasione della cultura e della musica popolare occidentale nella vita degli eschimesi e del loro capo spirituale, l'Angakok, che finisce per guidarli in un canto corale senza senso inneggiante allo "stile di vita della Coca-Cola".

### Pubblicazione e accoglienza
Eskimo ebbe una gestazione travagliata. Dopo che Duck Stab! si era rivelato un buon successo commerciale, la Cryptic Corporation (il gruppo di management dei Residents) iniziò a promuovere pesantemente la prossima uscita della band. I Residents erano però preoccupati dal fatto che le tematiche di Eskimo avrebbero potuto rivelarsi troppo pretenziose e quindi non consegnarono i nastri alla casa discografica rimandando l'uscita del disco. In mancanza di materiale nuovo per la pubblicazione, la Cryptic tirò fuori dagli archivi un vecchio nastro contenente materiale inedito registrato anni prima dalla band. Si trattava di un album senza titolo non inteso per la pubblicazione, che venne intitolato Not Available dalla Corporation ed immesso sul mercato senza il benestare dei Residents.
Dopo un soggiorno in Giappone, la band fece ritorno negli Stati Uniti, e si rimise al lavoro su Eskimo. Quando infine venne pubblicato nel 1979, Eskimo fu un notevole successo di critica. La stampa musicale britannica lo recensì molto favorevolmente, descrivendolo come una pietra miliare della nuova musica sperimentale. Anche le vendite furono sorprendenti per un album distribuito da un'etichetta indipendente. La prima stampa di 10,000 copie in vinile bianco andò esaurita in poco tempo.

## Eskimo DVD
Nel 2002 la Ralph Records ha pubblicato una versione dell'album in DVD (Euro Ralph - DVD2136-8 - DE). La musica originale è stata rimasterizzata in digitale ed è accompagnata da uno slide show di immagini e testi tratti dalla storie narrate sul disco. Il DVD contiene una sezione aggiuntiva intitolata "Excerpts from Nanook", con immagini riprese dal vecchio documentario muto del 1922 Nanuk l'esquimese di Robert J. Flaherty, accompagnate dalla musica della colonna sonora del progetto dei Residents intitolato Hunters.

## Tracce
Testi e musiche di Residents.
1. The Walrus Hunt – 4:01
2. Birth – 4:33
3. Arctic Hysteria – 5:57
4. The Angry Angakok – 5:20
5. A Spirit Steals a Child – 8:44
6. The Festival of Death – 10:26

### Bonus Tracks CD 1987
1. I Left My Heart in San Francisco
2. Dumbo the Clown (Who Loved Christmas)
3. Is He Really Bringing Roses? (The Replacement)
4. Time's Up

## Formazione
- The Residents - voce, strumenti, effetti sonori
- Snakefinger - chitarra
- Chris Cutler - batteria
- Don Preston - sintetizzatore